# 迪特尔·恩格尔哈特
迪特尔·恩格尔哈特（德語：Dieter Engelhardt，1938年8月18日—2018年11月30日），德国男子足球运动员，司职中场。他曾代表德国联队参加1964年夏季奥林匹克运动会足球比赛，获得一枚铜牌。